# Longleng
Longleng ist eine Stadt im indischen Bundesstaat Nagaland.
Die Stadt ist Hauptort des Distrikts Longleng. Longleng hat den Status eines Town Committee. Die Stadt ist in 11 Wards gegliedert. Sie hatte am Stichtag der Volkszählung 2011 7613 Einwohner, von denen 3991 Männer und 3622 Frauen waren. Christen bilden mit einem Anteil von über 93 % die Mehrheit der Bevölkerung in der Stadt. Hindus und Muslime bilden jeweils Minderheiten von über 3 %. Die Alphabetisierungsrate lag 2011 bei 91,5 % und damit deutlich über dem nationalen Durchschnitt. 89,8 % gehören den Scheduled Tribes an.